# Cronologia de l'antiga Roma
Això és una cronologia d'esdeveniments de l'antiga Roma, des de la Fundació de Roma fins a l'últim intent de l'Imperi Romà d'Orient per reconquerir Roma.

## Regne de Roma
La institució del Regne de Roma suposa de forma mítica l'origen fratricida de la mateixa ciutat de Roma al segle viii aC que persistiria durant dos segles i mig. Inici de la cronologia ab urbe condita
- ??? aC - Els llatins es traslladen a la península Itàlica.
- 753 aC: Data tradicional de la fundació de Roma per Ròmul i Rem; Regne romà.
- 753/715 aC: regnat de Ròmul
- 715/673 aC: regnat de Numa Pompili: creació del Senat romà i els oficials sacerdotals.
- 673 aC: regnat de Tul·li Hostili
- 642 aC: regnat d'Anc Marci.
- 616 aC: regnat de Tarquini Prisc
- 578 aC/534 aC: regnat de Servi Tul·li: defineix el límit sagrat de Roma - el pomerium; es realitza el primer cens
- 534 aC/509 aC: regnat de Tarquini el Superb, l'últim rei romà: Construeix el Temple de Júpiter Capitolí

## República romana
Després del Regne de Roma s'institueix la República Romana que persistirà durant més de cinc segles durant els quals Roma controla progressivament el seu domini sobre la península Itàlica i el Mediterrani. A mesura que la República creixia en extensió les institucions polítiques republicanes caigueren en una progressiva decadència fins a la creació de l'Imperi Romà amb August (segle i aC).
- 509 aC: Inici de la República Romana: expulsió de Tarquini el Superb: els primers cònsols són Luci Juni Brut i Luci Tarquini Col·latí; Es nomenen els primers senadors plebeus (conscripti) per emplenar les vacants creades a causa de l'enderrocament de la monarquia; Setge etrusc a Roma.
- 508 aC: Es crea el càrrec de Pontífex màxim quan aquests poders es treuen dels cònsols; possible data del segon setge etrusc a Roma.
- 504 aC: El cònsol Publi Valeri Publícola I atorga drets a tots els ciutadans romans, i criminalitza tots els futurs intents de complot per apoderar-se d'una tirania
- 501 aC: Es creen els càrrecs de dictador romà i mestre de cavalleria.

## Segle V aC
- 496 aC: Roma derrota Octavi Mamili i Sextus Tarquinius comandants de la lliga Etrusca a la batalla del Llac Regillus
- 494 aC: Després de la rebel·lió del Mons Sacer, dos tribuns de la plebs i dos edils plebeus s'elegeixen per primera vegada
- 471 aC: Es permet als plebeus organitzar-se per tribus. Es reorganitza el paper dels plebeus a la Cúria.
- 459 aC: El col·legi dels tribuns de la plebs és alçat de dos a deu tribuns
- 449 aC - La resolució del consell plebeu ("plebiscits") dona ple poder a la llei per sobre dels Plebeus i Patricis, però encara està subjecte al vet del Senat. Els Decemvird publiquen les Lleis de les dotze taules de la Llei romana
- 447 aC: Es crea el consell tribal: El primer any són elegits dos qüestors
- 445 aC - Es permet el matrimoni entre patricis i plebeus
- 443 aC
  - El càrrec de cònsol és reemplaçat per un altre de col·lectiu, el tribú militar amb poders consulars, el Tribuni militum consulari potestate.
  - Es crea el càrrec de censor. Les obligacions del censor eren obligacions consulars fins a aquest punt, on els cònsols es reemplacen.
- 421 aC: El nombre de qüestors augmenta de 2 a 4; el càrrec pot ser exercit per plebeus
- 408 aC: El càrrec de Cònsol és canviat per Tribuni militum consulari potestate.

## Segle IV aC
- 396 aC
  - Roma captura i saqueja la ciutat d'Etrusca de Veios després d'un setge de 10 anys, l'assalt final va ser comandat per Marc Furi Camil
  - Els soldats romans guanyen el seu primer salari (stipendium).
- 394 aC: El càrrec de cònsol reemplaça el Tribuni militum consulari potestate.
- 391 aC: El càrrec de Tribuni militum consulari potestate reemplaça al càrrec de cònsol.
- 390 aC: Els gals derroten l'exèrcit romà a la batalla de l'Àl·lia; Roma és saquejada pels gals.
- 375/371 aC: Anys d'anarquia: No s'elegeix cap magistrat
- 367 aC: El càrrec de cònsol reemplaça el Tribuni militum consulari potestate per últim cop.
- 366 aC: Els patricis accepten permetre als cònsols plebeus ser elegits (el primer va ser Luci Sexti Sextí). Per això, els plebeus adquireixen de facto el dret de ser elegits censors o ser nomenats dictadors. Com a concessió, els plebeus permeten als patricis crear les oficines de pretor i edil, i permetre només als patricis exercir aquest ofici.
- 351 aC: Elegit el primer dictador no patrici
- 351 aC: Elegit el primer censor no patrici
- 343 aC: Inici de la Primera guerra samnita
- 342 aC
  - Batalla del Mont Gaurus
  - Aprovació de la llei Genutia de magistratibus: cap home no pot tenir el mateix càrrec abans que passin 10 anys de la primera elecció
  - Segona llei aprovada, no es permet a cap home tenir dos càrrecs simultàniament
- 341 aC: Roma es retira del conflicte amb el samnites. Final de la primera guerra samnita.
- 340 aC: Roma entra en la Guerra llatina al costat dels samnites.
- 339 aC: S'aprova la llei Lex Publilia de censoribus, que exigeix l'elecció d'un censor plebeu.
- 338 aC: Final de la Guerra llatina. La lliga llatina és dissolta i el territori passa a formar part de Roma
- 337 aC: Elegit el primer Pretor no patrici (Quint Publili Filó).
- 326 aC: Inici de la segona guerra samnita
- 321 aC: Batalla de les Forques Caudines.
- 316 aC: Batalla de Lautulae.
- 311 aC: Els etruscs s'uneixen als samnites per fer front a Roma
- 310 aC: Batalla del llac Vadimonis entre Roma i els Etruscs.
- 308 aC: La Segona guerra Samnita s'intensifica quan els umbres, els picentins, i els marsis s'uneixen a la guerra contra Roma.
- 306 aC: Els Hèrnics es revolten contra Roma (Livi IX. 42).
- 305 aC: Batalla de Boviànum acaba amb la derrota dels samnites i el final de la resistència de les forces principals.
- 304 aC: Els eqües són derrotats.
- 304 aC: Final de la segona guerra samnita. Roma estableix moltes colònies noves i guanya el control sobre gran part de la Itàlia central i del sud.
- 300 aC: S'aprova la Lex Ogulnia: els sacerdocis s'obren als plebeus

## Segle III aC
- 298 aC: Inici de la Tercera guerra samnita.
- 298 aC: Els Romans capturen les ciutats samnites de Taurasia, Boviànum i Aufidena.
- 297 aC: El cònsol Quint Fabi Màxim Rul·lià venç els samnites a la batalla de Tifèrnum.
- 295 aC: Batalla de Sentínum.
- 294 aC: Victòria samnita a Lucera.
- 293 aC: Batalla d'Aquilònia.
- 291 aC: Els romans capturen la ciutat samnita de Venusia.
- 290 aC: Final de la tercera guerra samnita.
- 287 aC: Última secessió plebea; El senat perd poder de vet sobre el consell plebeu (per la Lex Hortensia), Conflicte dels Ordres.
- 283 aC: Roma venç als etruscs i els bois en la batalla del Llac Vadimonis
- 281 aC: La tensió creix entre Tàrent i Roma. Tàrent demana ajut a Pirros de l'Epir.
- 280 aC
  - Pirros desembarca amb l'exèrcit a Itàlia. Inici de les Guerres pírriques.
    - Batalla d'Heraclea
- 279 aC: Batalla d'Asculum.
- 275 aC: Batalla De Benevent.
  - Pirros es retira a Epir, final de les Guerres pírriques.
  - Tàrent es rendeix a Roma.
- 267 aC: El nombre de qüestors augmenta, de 4 a 6.
- 264/241 aC: Primera Guerra Púnica contra Cartago
- 242 aC - Es crea l'ofici de Praetor peregrinus
- 241 aC - Després de la derrota de Cartago, Sicília es converteix en la primera Província romana
- 238 aC: Sardenya i Còrsega es converteixen en Províncies Romanes durant la guerra amb Cartago
- 229 aC: Inici de la primera guerra il·líria.
  - La primera guerra il·líria acaba amb la rendició de la reina Teuta.
  - El nombre de qüestors s'incrementa, de 6 a 8 i el de pretors de 2 a 4.
- 224 aC: Roma venç l'exèrcit gal en la batalla de Telamó.
- 223 aC: Roma derrota els Gals a la Gàl·lia Cisalpina
- 220 aC: Inici de la segona guerra il·líria.
- 219 aC-Final de la segona guerra il·líria.
- 218/201 aC: Segona Guerra Púnica contra Cartago. Roma és derrotada en la batalla de Trèbia.
- 216 aC: Hanníbal Barca infligeix un desastre per a Roma a la batalla de Cannes
- 214 aC/205 aC: Primera Guerra Macedònica, romans unsuccessful
- 213/211 aC: Setge de Siracusa, Roma captura la ciutat
- 204/202 aC: Publi Corneli Escipió Africà Major envaeix Àfrica, Hanníbal Barca és derrotat en la batalla de Zama el 202 aC
- 202/196 aC Victòria romana en la segona Guerra Macedònica.

## Segle II aC
- 197 aC
  - Hispània Ulterior i Tarraconense es converteixen en Províncies romanes
  - El nombre de qüestors s'augmenta, de 8 a 12; el nombre de pretors s'augmenta de 4 a 6
- 192/189 aC.- Guerra Romano-Síria contra l'Imperi Selèucida
- 180 aC: Lex Villia Annalis : s'estableix el nínim d'edat per l'ofici de cursus honorum; establert un interval de dos anys entre oficis
- 172/167 - Tercera Guerra Macedònica, victòria romana
- 154/138 aC: Guerra lusitana
- 149/146 aC: Tercera guerra púnica contra Cartago
- 149/148 aC: Quarta Guerra Macedònica
- 149 aC: S'estableix un jutjat d'extorsió permanent després de l'aprovació de la Lex Calpurnia
- 146 aC: Publi Corneli Escipió acaba amb l'amenaça púnica i coríntia destruint les ciutats de Cartago i Corint; Macedònia i l'Àfrica s'annexionen com províncies romanes
- 133 aC: El tribú Tiberi Semproni Grac és assassinat després d'assegurar una reforma agrària
- 121 aC
  - Roma adquireix la província de Gàl·lia Narbonesa (el sud de l'actual França) i una ruta per terra segura a Hispània
  - El Senat aprova el primer Senatus consultum de re publica defenda per tractar amb l'amenaça de violència començada pel tribú Gai Semproni Grac
- 112 aC: Inici de la guerra de Jugurta contra rei Jugurta.
- 107 aC
  - Gai Mari és elegit cònsol basat en la promesa d'acabar la guerra en un any.
  - Inici de les reformes marianes en les legions romanes.
- 106 aC
  - Gai Mari és elegit cònsol una segona vegada, i in absentia, continua la Guerra de Jugurta.
- 105 aC
  - Guerra de Jugurta, acaba amb la captura de Jugurta.
  - La tribu invasora dels Cimbres provoquen una derrota a l'exèrcit romà en la batalla d'Arausio
- 104/102 aC - Gai Mari és elegit cònsol durant tres anys
- 102 aC - Els exèrcits comandants per Gai Mari derroten els teutons en la batalla d'Aquae Sextiae
- 101 aC - Els romans sota el comandament de Gai Mari i Quint Lutaci Catul derroten els cimbres en la batalla de Campi Raudii
- 100 aC
  - Gai Mari és elegit cònsol per sisena vegada.
  - L'escàndol polític que envolta a Luci Appuleu Saturní força Gai Mari a retirar-se de la vida pública.

## Segle I aC
- 91/88 aC Guerra social, l'última rebel·lió de les nacions italianes contra Roma
- 88 Luci Corneli Sul·la creua el pomerium amb les seves legions i envaeix Roma
- 88/85 aC: Primera guerra mitridàtica contra Mitridates VI Eupator
- 83/82 aC: Primera guerra civil romana, entre Luci Corneli Sul·la i la facció popular; Luci Corneli Sul·la venç i es converteix en dictador; el càrrec de censor s'aboleix (es restablirà el 70 aC)
- 83/82 aC: Segona Guerra Mitridàtica; Luci Corneli Sul·la retorna a Roma i es proclama dictador
- 82/72 aC: Quint Sertori, l'últim general de Mari continua la guerra civil a Hispània
- 74/66 aC Tercera guerra mitridàtica, victòria romana
- 67 aC: Gneu Pompeu Magne neteja la Mediterrània de pirates
- 63 aC
  - Caiguda de Jerusalem
  - Ciceró és nomenat cònsol; Conspiracions de Luci Sergi Catilina
- 60/54 aC: Una coalició informal és formada per Juli Cèsar, Gneu Pompeu Magne i Marc Licini Cras per governar la República Romana. Aquesta coalició es coneix amb el nom del Primer Triumvirat, tot i que no tenia l'aprovació oficial que s'exigia per a un triumvirat legal.
- 58/50 aC.- Cèsar participa en la Guerra de les Gàl·lies, adquirint la província de Gallia Comata
- 54/53 aC: Primera campanya contra els Arsàcides; Marc Licini Cras és derrotat i mort
- 49 aC: Cèsar creua el Rubicó (alea iacta est) i comença la Segona guerra civil romana contra els Optimates, la facció conservadora del senat, portat per Pompeu Magne
- 48/45 aC: Cèsar segueix i derrota els Optimates a Grècia i l'Àfrica
- 44 aC: Cèsar és assassinat en l'Idus de Març
- 44/42 aC: Tercera guerra civil romana, entre els assassins de Cèsar (dirigit per Cassi i Brut) i els hereus de Cèsar, Octavi i Antoni
- 43 aC: Octavi, Antoni i Lèpid formen el segon triumvirat
- 36 aC: La campanya d'Antoni contra l'Imperi Part acaba en fracàs
- 32 aC: Final de relacions pacífiques entre Octavi i Antoni
- 31 aC: En la batalla d'Àccium, Octavi venç Antoni i Cleòpatra
- 30 aC: Antoni i Cleòpatra se suïciden; Egipte es converteix en una província romana
- 27 aC: Final de la República Romana, inici de l'Imperi Romà: Octavi s'anomena ara Cèsar August i es converteix en l'únic governant de Roma

## Imperi Romà
Les darreres escorrialles de la República Romana són abolides per August. S'institueix el poder dels emperadors romans amb poders absoluts.
- 28 aC/24 aC: Les campanyes d'August contra el càntabres a Tarraconense (vegeu Guerres càntabres)
- 16 aC/15 aC: Campanyes d'August contra les tribus Alpines
- 12 aC/7 aC: Tiberi i Drus conquereixen Pannònia i fan campanya en contra de les tribus germàniques
- 7 aC: Possible data del naixement de Jesús de Natzaret

## Segle I
- 4- Possible naixement de Jesús de Natzaret
- 5- Tiberi conquereix Germània Inferior
- 6- Judea es converteix en una Província romana
- 6/9- Rebel·lions a Pannònia i Dalmàcia, són suprimides per Germànic Cèsar
- 9- Tres legions romanes són emboscades i massacrades pels germànics en la batalla del bosc de Teutoburg
- 11- Germania Inferior i el Rin són assegurades per Germànic
- 14- Mort d'August, Tiberi es converteix en emperador
- 14/15- Germànic Cèsar realitza una sèrie de campanyes contra les tribus germàniques
- 25- Cèsar Germànic adopta al seu nebot Castor com el seu hereu
- 26- Tiberi es retira a Capri, governant Roma amb poder
- 28- La tribu dels frisons es rebel·la a causa d'impostos
- 30- La caiguda de Luci Eli Sejà
- 37- Tiberi mor; Calígula es converteix en emperador
- 41- Calígula és assassinat, Claudi es converteix en emperador
- 43- Claudi ordena la invasió de Britànnia
- 54- Claudi és presumptament enverinat per la seva muller Agripina. El seu fill Neró es converteix en emperador
- 58/63- Neró ordena la guerra contra Partia més tard firmen la pau. Armènia s'assegura.
- 60/61- Boudica, reina dels Icens, lidera una rebel·lió a Britànnia
- 66/74- Rebel·lions jueves en Judea
- 68 - Cop militar que porta al suïcidi de Nero - final de la Dinastia Julio-Clàudia; succeït per Galba
- 69- Any dels quatre emperadors: després de l'assassinat de Galba Otó i Vitel·li esdevingueren emperadors" durant un breu període, Vespasià accedeix al poder al final de l'any.; Inici de la dinastia Flàvia
- 69/70- Civilis lidera la Rebel·lió de Batàvia a Germània Inferior; derrotat per Quint Petili Cerealis
- 71/84: Pacificació de Britànnia, conquesta de les actuals Gal·les i Escòcia
- 79
  - Tit Flavi Sabí Vespasià es converteix en emperador
  - 24 d'agost, Una erupció del Vesuvi destrueix Pompeia i Herculà hi mor Plini el Vell
- 80: Roma és destruïda parcialment pel foc
- 81: Tit mor de sobte; el seu germà Domicià es converteix en emperador
- 85: El rei Decèbal de Dàcia es rebel·la i envaeix Moesia
- 89: Rebel·lions a Germània Inferior i Pannònia forcen la pau amb Decèbal
- 96: Domicià és assassinat - final de dinastia Flàvia; succeït per Nerva, el primer dels cinc bons emperadors
- 98: Marc Ulpi Trajà es converteix en emperador

## Segle II
- 101/102- Primera guerra Dàcia
- 105/106 Segona guerra Dàcia; el rei Decèbal se suïcida i Dàcia es converteix en una província romana
- 106: Construcció de la columna de Trajà i del Fòrum de Trajà.
- 113/117- Èxit de les campanyes de Trajà contra l'Imperi Part
- 115/117- Rebel·lions jueves a Egipte
- 117- Hadrià es converteix en emperador
- 121/125- Viatges d'Hadrià al Nord
- 122- Inici de la construcció del mur d'Hadrià
- 128/132- Viatges d'Hadrià a l'Àfrica i l'Imperi Romà d'Orient
- 131/135- Rebel·lions jueves liderades per Ximon bar Kokhebà
- 138- Antoní Pius es converteix en emperador
- 140/143- Després d'una rebel·lió, Antoní conquereixi Escòcia; comença la construcció del mur d'Antoní
- 150/163- Rebel·lions a Escòcia, el mur d'Antoní s'abandona i es recupera unes quantes vegades
- 161- Marc Aureli es converteix en emperador
- 162/166- Èxit en les campanyes de Luci Aureli Ver contra l'Imperi Part
- 167- La tribu dels marcomans travessen el Danubi i envaeixen Dàcia
- 168/175- Marc Aureli duu a terme campanyes contra els marcomans
- 180- Mort de Marc Aureli, l'últim dels cinc bons emperadors; Còmmode es converteix en emperador
- 184- El mur d'Antoní s'abandona per última vegada
- 193- Còmmode és assassinat. Després dels curts regnats de Pèrtinax i Didi Julià, Septimi Sever es converteix en emperador. Hi ha oposició per part de Pescenni Níger i més tard de Clodi Albí
- 197- Septimi Sever assegura l'imperi després de la batalla de Lugdúnum
- 198- Septimi Sever envaeix Pàrtia

## Segle III
- 208/211- Campanyes de Sever contra els caledonians
- 211- Sever mor. Els seus fills Caracal·la i Geta es converteixen en emperadors. Caracal·la ordena l'assassinat de Geta.
- 217- Caracal·la és assassinat; Macrí es converteix en emperador
- 218- Macrí és deposat i executat, Elagàbal ocupa el tron
- 222- Elagàbal és assassinat. Alexandre Sever es converteix en emperador
- 231/233- Guerra contra Pèrsia
- 235- Alexandre és mort durant un motí dels soldats. Maximí es converteix en emperador.
- 238- Any dels sis emperadors. El Senat dona suport a la rebel·lió de Gordià I i Gordià II a l'Àfrica. Aquests dos són derrotats per un aliat de Maximí el Traci, i el Senat assigna Balbí i Pupiè com a coemperadors. Els dos són assassinats aviat, i Maximí és mort en un motí. El jove Gordià III es converteix en emperador.
- 241- Victòria romana a la batalla de Resaena.
- 244- Els romans són derrotats a la batalla de Misikhe. Felip l'Àrab es converteix en emperador.
- 249- Deci usurpa el tron amb el suport des de les legions del Danubi. Anomena el seu fill Herenni coemperador.
- 251- Deci i Herenni són derrotats i morts per Cniva, rei dels gots. Un altre fill de Deci, Hostilià és breument emperador, però mor per un brot de plaga. Trebonià Gal i el seu fill Volusià es converteixen en emperadors.
- 252- Sapor I, rei de Pèrsia, derrota els romans a la batalla de Barbalissos.
- 253- Emilià es converteix en emperador després de liderar una rebel·lió i Trebonià Gal i Volusià són morts per les seves pròpies tropes. Valerià I i el seu fill Gal·liè es converteixen en emperadors després que Emilià sigui mort pels seus propis soldats. Sapor I captura Antioquia.
- 257- Valerià reprèn Antioquia. Els francs envaeixen la Gàl·lia i Hispània. Els alamans envaeixen Itàlia, però són derrotats a Milà.
- 258- Els gots envaeixen Àsia Menor
- 260- Valerià és pres captiu pels perses. Postumus és proclamat emperador a la Gàl·lia. També se li dona suport a Hispània i Britànnia.
- 267- Odenat és assassinat. La seva vídua Zenòbia pren control de Palmira
- 268- Gal·liè derrota la invasió gòtica, però més tard és assassinat. Claudius II es converteix en emperador.
- 269- Postumus és mort. Victorí és proclamat emperador a la Gàl·lia i Britànnia. El Palmiresos prenen Egipte i Síria. Claudi derrota els gots a Naissus (a Moesia).
- 270- Claudi mor a causa d'una plaga. Després d'un mandat breu del germà de Claudi, Marc Aureli Quintil, Luci Domici Aurelià es converteix en emperador.
- 271- Campanyes d'Aurelià contra els vàndals, iutungs i el sàrmates. Victorí és assassinat i els seus soldats proclamen Tètric I emperador.
- 272- Aurelià venç a Zenòbia a Antioquia i Emesa i captura Palmira. S'abandona la província de Dàcia.
- 273- Rebel·lions a Palmira. La ciutat és destruïda per Aurelià.
- 274– Aurelià venç l'exèrcit de Tericus en els camps catalàunics
- 275- Aurelià és assassinat. Tàcit es converteix en emperador.
- 276- Tàcit mor. Després d'un regnat breu, Florià és assassinat, Probe es converteix en emperador.
- 277- Els burgundis, longins, alamans i francs són derrotats.
- 279- Campanyes de Probe contra els vàndals a Il·líria.
- 282- Car és proclamat emperador. Probe és assassinat per les seves pròpies tropes.
- 283- Car mor durant una invasió de Pèrsia. Els seus fills Carí i Numerià es converteixen en emperadors.
- 284- Numerià mor. Dioclecià és proclamat emperador i marxa contra Carí.
- 285- Carí mor en la batalla contra Dioclecià. Dioclecià parteix l'imperi en dues meitats i assigna a Maximià la porció Occidental mentre Dioclecià governa l'Oriental.
- 286- Rebel·lions de Carausi a Britànnia.
- 293- Dioclecià nomena a Constanci I i Galeri com cèsars. Carausius és assassinat per Al·lecte qui es proclama emperador.
- 296- Al·lecte és derrotat i matat.
- 299- Galeri derrota els sàrmates i els carps

## Segle IV
- 301- Dioclecià fixa els preus en l'Edictum de pretiis rerum venalium.
- 303- Dioclecià ordena la persecució dels cristians.
- 305- Dioclecià i Maximià abdiquen. Constantí i Galeri esdevenen augusts. Maximí Daia és nomenat cèsar a l'est i Sever II a l'oest.
- 306- Constantí mor a York. El seu fill Constantí I el Gran és proclamat emperador. Maxenci, fill de Maximià, es proclama emperador a Roma.
- 307- Maxenci torna a col·locar el seu pare, Maximià, com a emperador. Sever mor. Galeri posa sota setge a Roma.
- 308- Conferència de Carnunt. Dioclecià convenç Maximià de dimitir. Licini I és nomenat cèsar a l'Est.
- 310- Maximià es proclama altra vegada emperador, però és capturat per Constantí. Es suïcida.
- 311- Galeri mor a Sardica (l'actual Sofia. Maximí Daia i Licini parteixen el seu regne entre ells.
- 312: Constantí derrota i mata Maxenci a la batalla del Pont Milvi. Licini es casa amb la germana de Constantí, Flàvia Valèria Constància. Constantí es converteix al cristianisme.
- 313: Licini derrota a Maximenus. Maximí Daia mor a Tars.
- Constantí publica l'Edicte de Milà, acabant amb la persecució de cristians i establint la tolerància religiosa per tot l'imperi.
- 314: Constantí derrota a Licini a Cibalae
- 317: Constantí derrota a Licini al campus Ardiensis. Licini és forçat a cedir totes les seves províncies europees excepte Tràcia.
- 318: Excomunicació d'Arri.
- 324: Constantí derrota a Licini al riu Hebros i a Crisòpolis (l'actual Üsküdar). Licini abdica.
- 325: El Concili de Nicea I.
- 326: Constantí ordena la mort del seu fill més vell, Flavi Juli Crisp.
- 330: Constantí converteix Constantinoble en la capital.
- 332: Campanyes de Constantí contra els gots.
- 334: Campanyes de Constantí contra el sàrmates.
- 337: Constantí I mor a Nicomèdia. Els seus tres fills Flavi Claudi Constantí (Constantí II), Constanci II i Flavi Juli Constant convenir als emperadors.
- 338: Constantí II derrota als alamans. Guerra amb Pèrsia.
- 340: Constantí II envaeix Itàlia. Se'l para en una emboscada i és matat per Constant a Aquileia.
- 341: Constant i Constantí II emeten una prohibició contra els sacrificis pagans
- 347: La rebel·lió del donatisme a l'Àfrica.
- 348: Constantí derrota els perses a la batalla de Singara.
- 350: Magnenci usurpa el tron de l'oest. Constant és capturat i mort. Atacs de Juli Nepot ataca Roma amb una banda de gladiadors
- 351: Constantí nomena el seu cosí Constanci Gal com a cèsar. Magnenci es derrota a Mursa.
- 353: Constantí derrota a Magnenci al Mons Seleuci. Magnenci se suïcida.
- 354: Gal mor.
- 355- Julià l'Apòstata és nomenat cèsar a la Gàl·lia.
- 357- Julià derrota els francs a Estrasburg.
- 360- Amb una guerra persa imminent, Constanci ordena a Julià enviar unes quantes legions a l'est. Les tropes s'amotinen i proclamen Julià August
- 361- Constanci mor de malaltia, nomena Julià l'Apòstata el seu successor. Julià es declara ell mateix un pagà, però el seu intent de rejovenir el paganisme no té èxit en l'imperi
- 363- Julià envaeix Pèrsia, però és forçat a retirar-se, és ferit mortalment i mor durant una escaramussa. Jovià és proclamat emperador.
- 364- Jovià mor en un accident d'asfíxia. Valentinià I es converteix en emperador i divideix l'imperi amb el seu germà Valent.
- 375- Valentinià mor i és succeït per Flavi Gracià com a emperador occidental.
- 378- Valentinià és derrotat i matat pels gots a la Batalla d'Adrianòpolis. Teodosi I el Gran reïx ell com a emperador d'Orient.
- 384- Gracià és assassinat, Valentinià II es converteix en emperador.
- 392- Valentinià II mor en el que sembla un suïcidi, encara que l'assassinat per Arbogast és més probable. Arbogast instal·la el titella Eugeni al tron occidental, però Teodosi es nega a reconèixer l'usurpador.
- 394- Eugenius i Arbogast són deposats i matats per Teodosi, que breument reunifica l'imperi per última vegada.
- 395- Teodosi I el Gran mor, deixa l'imperi occidental al seu fill Honori i el d'Orient al seu fill Arcadi.

## Segle V
- 410- Roma és acomiadada per Alaric I
- 423- Després d'un regnat llarg i desastrós, Honori mor i és succeït per l'usurpador Joan
- 425- Valentinià III es converteix en emperador de l'Imperi Romà d'Occident
- 447- L'Imperi Romà d'Orient perd contra Àtila
- 452-Àtila s'allunya de Roma pel Papa Lleó I
- 455- Valentinià III és assassinat i succeït per Petroni Màxim com a emperador. Roma és saquejada pels vàndals, i Màxim és mort durant uns actes violents. Marc Mecili Avit es converteix en emperador de l'oest.
- 457- Marc Mecili Avit és deposat pel magister militum Ricimer i assassinat. Juli Valeri Majorià és instal·lat com a emperador occidental.
- 461- Majorià és deposat per Ricimer. Libi Sever es converteix en emperador occidental.
- 465- Libi Sever mor, possiblement enverinat per Ricimer.
- 467- Procopi Antemi es converteix en emperador occidental amb el suport del Papa Lleó I.
- 468- Guerra contra els vàndals per les forces conjuntes dels dos imperis. L'expedició naval acaba en el fracàs.
- 472- Ricimer mata Antemi i fa que Olibri sigui el nou emperador occidental. Tant Ricimer com Olibri moren de causes naturals. Gundebald es converteix en magister militum a Itàlia.
- 473: Gundebald fa Gliceri nou emperador occidental.
- 474: Gundebald marxa d'Itàlia per participar en la successió de lluites entre els burgundis. Gundebald és deposat per Juli Nepot que es proclama emperador occidental.
- 475: Juli Nepot és forçat a fugir a Dalmàcia pel seu magister militum Flavi Orestes. Orestes proclama el seu propi fill Ròmul Augústul com a emperador occidental.
- 476: El general Odoacre mata Flavi Orestes, força a Ròmul Augústul a abdicar i es proclama rei d'Itàlia. Data tradicional per a la caiguda de l'Imperi Romà d'Occident i de l'inici convencional de l'edat mitjana.
- 480: Juli Nepot, que encara afirma ser emperador, és matat a Dalmàcia.
- 486: Siagri governador del Regne de Soissons, un enclavament gal·loromà situat entre el Mosa i el Loira i últim representant del poder gal·loromà al nord de la Gàl·lia cau a mans de Clodoveu I en la batalla de Soissons. Fuig als visigots, però és lliurat als francs i que el maten de iure. Final de l'Imperi Romà d'Occidental.

## Segle VI i posterior
- 533: Justinià I comença a restaurar l'imperi a l'oest; Belisari derrota els vàndals a la batalla del Desè Mil·liari i la batalla de Ticameron
- 536: Belisari recobra Roma dels ostrogots
- 552: Narses derrota els ostrogots a la batalla de Tagines
- 553: Narses derrota els ostrogots a la batalla del Mont Lactari
- 568: Els longobards envaeixen Itàlia; no hi han més intents de restaurar l'imperi
- 607: L'emperador Flavi Focas dona el Panteó al papa i li erigeixen una columna en el Fòrum.
- 663: Constant II és l'últim emperador que visita Roma, i la ciutat gradualment queda fora de control imperial.
- 1453: La caiguda de Constantinoble a mans dels turcs otomans. Final de l'Imperi Romà d'Orient.
- 1461: Caiguda de Trebisonda a mans dels turcs otomans. Final de l'Imperi de Trebisonda i de l'últim romanent de l'Imperi Romà.